# Paradise River Fourth Crossing Bridge
Le Paradise River Fourth Crossing Bridge est un pont en arc américain dans le comté de Pierce, dans l'État de Washington. Ce pont routier construit dans le style rustique du National Park Service en 1925-1927 permet le franchissement de la Paradise River au sein du parc national du mont Rainier. C'est une propriété contributrice au Mount Rainier National Historic Landmark District depuis la création de ce district historique le 18 février 1997.